# Khu bảo tồn thiên nhiên Daursky

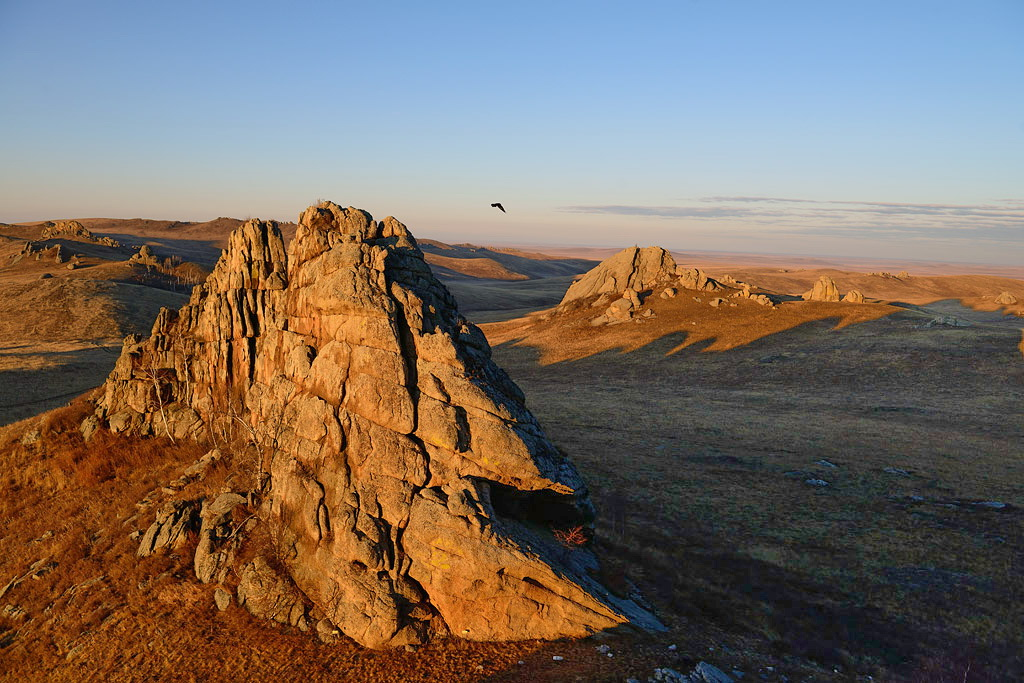
Đỉnh Adon-Chelon

Khu bảo tồn thiên nhiên Daursky (tiếng Nga: Даурский заповедник) là một khu bảo tồn thiên nhiên nằm ở phần phía nam của Zabaykalsky ở Siberia, gần biên giới với Mông Cổ. Đây là một phần của Di sản thế giới "Cảnh quan Dauria".

## Mô tả
Khu bảo tồn đã được thành lập năm 1987 để bảo vệ các thảo nguyên khô và vùng đất ngập nước ở Nam Siberia. Nó tiếp giáp với Khu dự trữ sinh quyển Mongol Daguur ở Mông Cổ, tạo thành khu vực thảo nguyên rộng tới 8.429.072 ha (20.828.690 mẫu Anh).
Khu bảo tồn này có diện tích 208.600 ha, trong đó có khoảng 163.800 ha là vùng đệm. Diện tích lõi khoảng 44.800 ha và được chia thành 9 lô. Vùng đệm của khu bảo tồn bao gồm hai hồ lớn gọi là Barun-Torey và Zun-Torey.
Khu bảo tồn có 48 loài thú, 317 loài chim, 3 loài bò sát, 3 loài lưỡng cư, 4 loài cá và 800 loài côn trùng. Tại đây đã từng có kế hoạch đưa loài Ngựa hoang Mông Cổ vào những năm 1980 nhưng kế hoạch đã bị hủy bỏ sau khi Liên Xô sụp đổ và gần đây đã được đưa ra thảo luận trở lại. Khu bảo tồn này là nhà của một số loài động vật có tên trong sách đỏ của IUCN bao gồm Linh dương gazelle Mông Cổ, Mèo manul, Nhím gai Daurian.
Gần đây, một khu vực bảo tồn nghiêm ngặt (Zakaznik) nằm tại thung lũng Dzeren đã được hình thành trong khu bảo tồn để bảo tồn cuộc sống di cư tự nhiên giữa Nga và Mông Cổ của linh dương gazelle Mông Cổ.